# Фільмографія Чарлі Чапліна

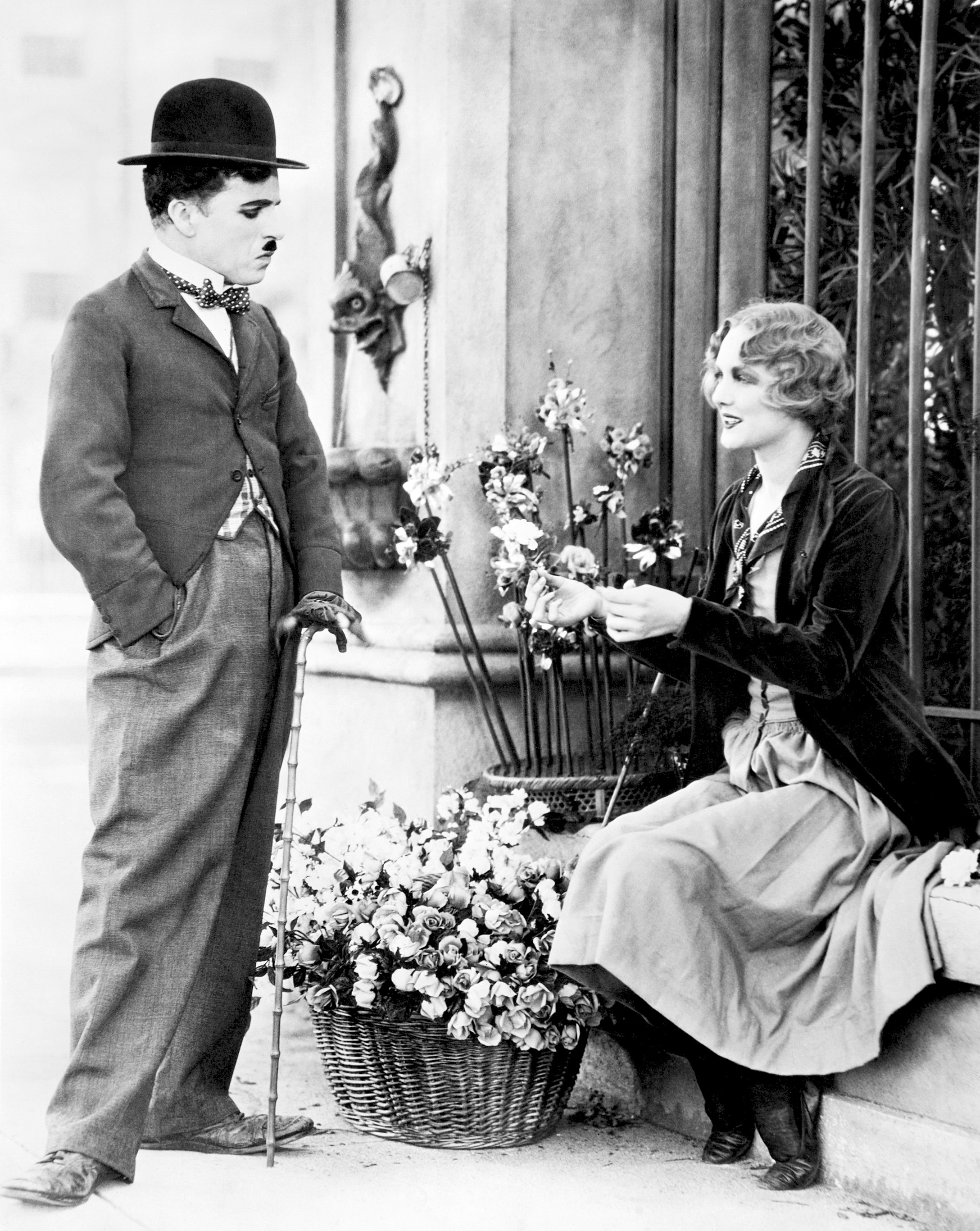
Рекламна фотографія для фільму Чарлі Чапліна «Вогні великого міста» 1931 року, на якій Чаплін зображений у ролі Бродяги, а його партнерка по фільму Вірджинія Черріл — у ролі сліпої квіткарки.

Вперше фільмографію Чарлі Чапліна було опубліковано ще за його життя. Це зробив Теодор Хафф у 1944 році у «Індексі до фільмів Чарлза Чапліна». Фільмографія раннього періоду постійно доповнювалася. Хоча всього за п'ять років до цього Люїс Джекобс в своєму «Розвиткові американського кіно» назвав завдання створення повного списку фільмів Чапліна в «Кістоуні» «вже неможливим».
Хаффу вдалося створити найповнішу фільмографію, якщо не рахувати «Професора», якого дослідники включили у фільмографію уже згодом. Крім цього, Хафф першим почав вказувати імена акторів і творчих співробітників. Його праця стала фундаментальною для всіх наступних досліджень у цьому напрямку, проте його нечисельні помилки також копіювалися і у інших виданнях. Зокрема, помилковим є твердження Хаффа, ніби оператором Чарлі Чапліна під час його роботи у «Ессеней» був Роланд Тотеро.
На початку 1970-х років були спроби розширити відомості про кожен фільм зокрема. Біографічна книга «Чаплін» Дениса Гіффорда 1974 року містила найповнішу на свій час фільмографію, але це був результат довгої і ретельної роботи з ідентифікації акторів за екранним зображенням. Проте це також спричинило багато помилкових записів, коли кожну актрису, яка у епізодичних моментах з'являлася на екрані зразу сприймали за Філліс Аллен, а висунута Гіффордом думка про те, що Една Первіенс знімалася у юрбах в фільмах «Місьє Верду» та «Вогнях рампи» було прийнято за правду і авторами наступних фільмографій.

## Короткометражні фільми

### Фільми студії «Keystone»
| Рік  | Дата        | Назва                              | Назва англійською              | Інші назви                                                                                                   |
| 1914 | 2 лютого    | Заробляючи на життя                | Making a Living                | A Busted Johnny / Troubles / Doing His Best / Take My Picture                                                |
| 1914 | 7 лютого    | Дитячі автомобільні гонки          | Kid Auto Races at Venice       | The Children's Automobile Race / Kid's Auto Race / The Pest                                                  |
| 1914 | 8 лютого    | Незвичайно скрутне положення Мейбл | Mabel's Strange Predicament    | Hotel Mixup / Pajamas                                                                                        |
| 1914 | 28 лютого   | Між двома зливами                  | Between Showers                | Charlie and the Umbrella / The Flirts / Between Shaves / In Wrong Thunder and Lightning / A Rainy Day        |
| 1914 | 2 березня   | Джонні в кіно                      | A Film Johnnie                 | Charlie at the Studio / Charlie the Actor / Film Johnny / Million Dollar Job / Movie Nut                     |
| 1914 | 9 березня   | Танго-путаниця                     | Tango Tangles                  | Charlie's Recreation / Music Hall                                                                            |
| 1914 | 16 березня  | Його улюблене проведення часу      | His Favorite Pastime           | The Bonehead / Charlie Is Thirsty / Charlie's Reckless Fling / The Reckless Fling                            |
| 1914 | 26 березня  | Жорстока, жорстока любов           | Cruel, Cruel Love              | Lord Helpus                                                                                                  |
| 1914 | 4 квітня    | Найкращий мешканець                | The Star Boarder               | The Fatal Lantern / The Hash-House Hero / In Love with His Landlady / The Landlady's Pet                     |
| 1914 | 18 квітня   | Мейбл за кермом                    | Mabel at the Wheel             | His Daredevil Queen / A Hot Finish                                                                           |
| 1914 | 20 квітня   | Двадцять хвилин любові             | Twenty Minutes of Love         | Cops and Watches / He Loves Her So / Love-Friend                                                             |
| 1914 | 27 квітня   | Захоплений в кабаре                | Caught in а Cabaret            | Charlie the Waiter / Faking with Society / Jazz Waiter / Prime Minister Charlie / The Waiter                 |
| 1914 | 4 травня    | Захоплений дощем                   | Caught in the Rain             | At It Again / In the Park / Who Got Stung?                                                                   |
| 1914 | 7 травня    | Діловий день                       | A Busy Day                     | Busy as Can Be / Lady Charlie / Militant Suffragette                                                         |
| 1914 | 1 червня    | Фатальний молоток                  | The Fatal Mallet               | Hit Him Again / The Pile Driver / The Rival Suitors                                                          |
| 1914 | 4 червня    | Її друг бандит                     | Her Friend the Bandit          | Mabel's Flirtation / A Thief Catcher                                                                         |
| 1914 | 11 червня   | Нокаут                             | The Knockout                   | Counted Out / The Pugilist                                                                                   |
| 1914 | 13 червня   | Діловий день Мейбл                 | Mabel's Busy Day               | Charlie and the Sausages / Hot Dog Charlie / Hot Dogs / Love and Lunch                                       |
| 1914 | 20 червня   | Сімейне життя Мейбл                | Mabel's Married Life           | The Squarehead / When You're Married                                                                         |
| 1914 | 9 липня     | Сміхотворний газ                   | Laughing Gas                   | Busy Little Dentist / The Dentist / Down and Out / Laffing Gas / Tuning His Ivories                          |
| 1914 | 1 серпня    | Реквізитор                         | The Property Man               | Charlie on the Boards / Getting His Goat / Props / The Rustabout / Vamping Venus                             |
| 1914 | 10 серпня   | Особа на підлозі бару              | The Face on the Bar Room Floor | The Ham Actor / The Ham Artist                                                                               |
| 1914 | 13 серпня   | Відпустка                          | Recreation                     | Spring Fever                                                                                                 |
| 1914 | 27 серпня   | Маскарадна маска                   | The Masquerader                | The Female Impersonator / The Female / The Perfumed Lady / The Picnic / Putting One Over                     |
| 1914 | 30 серпня   | Його нова професія                 | His New Profession             | The Good for Nothing / Helping Himself                                                                       |
| 1914 | 7 вересня   | Марнотратники                      | The Rounders                   | Going Down / The Love Thief / Oh, What а Night / Revelry / Tip, Tap, Toe / Two of а Kind                     |
| 1914 | 24 вересня  | Новий сторож                       | The New Janitor                | The Blundering Boob / The New Porter / The Porter                                                            |
| 1914 | 10 жовтня   | Ці любовні муки                    | Those Love Pangs               | Busted Hearts / Oh, You Girls / The Rival Mashers                                                            |
| 1914 | 26 жовтня   | Тісто і динаміт                    | Dough and Dynamite             | The Cook / The Doughnut Designer / The New Cook                                                              |
| 1914 | 29 жовтня   | Нахабний джентльмен                | Gentlemen of Nerve             | Charlie at the Races / Some Nerve                                                                            |
| 1914 | 7 листопада | Його музична кар'єра               | His Musical Career             | Charlie as а Piano Mover / Musical Tramps / The Piano Movers                                                 |
| 1914 | 9 листопада | Його місце для побачень            | His Trysting Place             | Family Home / Family House / The Henpecked Spouse / His Trysting Places / The Ladies Man / Very Much Married |
| 1914 | 1 грудня    | Знайомство, що відбулося           | Getting Acquainted             | Exchange Is No Robbery / A Fair Exchange / Hello Everybody                                                   |
| 1914 | 7 грудня    | Його доісторичне минуле            | His Prehistoric Past           | The Caveman / A Dream / The Hula-Hula Dance / King Charlie                                                   |

### Фільми студії «Essenay»
| Рік  | Дата         | Назва                               | Назва англійською                     | Інші назви                                                                                   |
| 1915 | 1 лютого     | Його нова робота                    | His New Job                           | Charlie's New Job                                                                            |
| 1915 | 15 лютого    | Ніч безперервно                     | A Night Out                           | Champagne Charlie / Charlie's Drunken Daze / Charlie's Night Out / His Night Out             |
| 1915 | 11 березня   | Чемпіон                             | The Champion                          | Battling Charlie / Champion Charlie / Charlie the Champion                                   |
| 1915 | 18 березня   | В парку                             | In the Park                           | Charlie in the Park / Charlie on the Spree                                                   |
| 1915 | 1 квітня     | Втеча в автомобілі                  | A Jitney Elopement                    | Charlie's Elopement / Married in Haste                                                       |
| 1915 | 16 квітня    | Бродяга                             | The Tramp                             | Charlie on the Farm / Charlie the Hobo / Charlie the Tramp                                   |
| 1915 | 29 квітня    | Біля моря                           | By the Sea                            | Charlie by the Sea / Charlie's Day Out                                                       |
| 1915 | 21 червня    | Робота                              | Work                                  | Charlie at Work / Charlie the Decorator / Only а Working Man / The Paperhanger / The Plumber |
| 1915 | 12 липня     | Жінка                               | A Woman                               | Charlie the Perfect Lady / The Perfect Lady                                                  |
| 1915 | 9 серпня     | Банк                                | The Bank                              | Charlie Detective / Charlie at the Bank / Charlie in the Bank                                |
| 1915 | 4 вересня    | Зашанхаєнний                        | Shanghaied                            | Charlie Shanghaied / Charlie on the Ocean / Charlie the Sailor                               |
| 1915 | 20 листопада | Вечір в мюзик-холі                  | A Night in the Show                   | Charlie at the Show / A Night at the Show                                                    |
| 1915 | 18 грудня    | Кармен                              | Charlie Chaplin's Burlesque on Carmen | Burlesque on Carmen                                                                          |
| 1916 | 27 березня   | Поліція                             | Police                                | Charlie in the Police / Charlie the Burglar / Housebreaker                                   |
| 1916 | 21 жовтня    | Огляд творчості Чапліна в «Ессеней» | The Essanay-Chaplin Revue             | The Chaplin Revue of 1916                                                                    |
| 1918 | 11 серпня    | Потрійна неприємність               | Triple Trouble                        | Charlie's Triple Trouble                                                                     |

### Фільми студії «Mutual»
| Рік  | Дата         | Назва                | Назва англійською | Інші назви                                               |
| 1916 | 15 травня    | Контролер універмагу | The Floorwalker   | Shop / The Store                                         |
| 1916 | 12 червня    | Пожежник             | The Fireman       | The Fiery Circle / A Gallant Fireman                     |
| 1916 | 10 липня     | Бродяга              | The Vagabond      | Gipsy Life                                               |
| 1916 | 7 серпня     | Під час ночі         | One A.M.          | Solo                                                     |
| 1916 | 4 вересня    | Граф                 | The Count         | Almost а Gentleman                                       |
| 1916 | 2 жовтня     | Позикова каса        | The Pawnshop      | At the Sign of the Dollar / High and Low Finance         |
| 1916 | 13 листопада | За екраном           | Behind the Screen | The Pride of Hollywood                                   |
| 1916 | 4 грудня     | Скетинг-ринг         | The Rink          | Rolling Around / Waiter                                  |
| 1917 | 22 січня     | Тиха вулиця          | Easy Street       |                                                          |
| 1917 | 16 квітня    | Лікування            | The Cure          | The Water Cure                                           |
| 1917 | 17 червня    | Іммігрант            | The Immigrant     | Broke / Hello U.S.A. / A Modern Columbus / The New World |
| 1917 | 23 жовтня    | Шукач пригод         | The Adventurer    |                                                          |

### Фільми студії «First National»
| Рік  | Дата       | Назва                   | Назва англійською | Інші назви                               |
| 1918 | 14 квітня  | Собаче життя            | A Dog's Life      |                                          |
| 1918 | 28 вересня | Облігація               | The Bond          | Charlie Chaplin in а Liberty Loan Appeal |
| 1918 | 20 жовтня  | На плече!               | Shoulder Arms     |                                          |
| 1919 | 22 червня  | Сонячна сторона         | Sunnyside         |                                          |
| 1919 | 7 грудня   | Задоволення дня         | A Day's Pleasure  | A Ford Story                             |
| 1921 | 25 вересня | Святковий клас          | The Idle Class    | Vanity Fair                              |
| 1922 | 2 квітня   | День отримання зарплати | Pay Day           |                                          |
| 1923 | 25 лютого  | Пілігрим                | The Pilgrim       |                                          |

## Повнометражні фільми
| Рік  | Назва                  | Назва англійською          | Інші назви                                                                            | функції                                                   |
| 1914 | Перерваний роман Тіллі | Tillie's Punctured Romance | For the Love of Tillie / Marie's Millions / Tillie's Big Romance / Tillie's Nightmare | актор; перша повнометражна кінокомедія в історії          |
| 1921 | Малюк                  | The Kid                    |                                                                                       | продюсер, режисер, сценарист, актор, монтажер             |
| 1923 | Парижанка              | A Woman of Paris           |                                                                                       | продюсер, режисер, сценарист, актор (камео), монтажер     |
| 1925 | Золота лихоманка       | The Gold Rush              |                                                                                       | продюсер, режисер, сценарист, актор, монтажер             |
| 1926 | Жінка біля моря        | A Woman of the Sea         |                                                                                       | продюсер                                                  |
| 1928 | Цирк                   | The Circus                 |                                                                                       | продюсер, режисер, сценарист, актор, монтажер             |
| 1928 | Люди мистецтва         | Show People                |                                                                                       | камео                                                     |
| 1931 | Вогні великого міста   | City Lights                | City Lights: A Comedy Romance in Pantomime                                            | продюсер, режисер, сценарист, актор, монтажер, композитор |
| 1936 | Нові часи              | Modern Times               | The Masses                                                                            | продюсер, режисер, сценарист, актор, композитор           |
| 1940 | Великий диктатор       | The Great Dictator         | The Dictator                                                                          | продюсер, режисер, сценарист, актор, композитор           |
| 1947 | Місьє Верду            | Monsieur Verdoux           | A Comedy of Murders / The Ladykiller                                                  | продюсер, режисер, сценарист, актор, композитор           |
| 1952 | Вогні рампи            | Limelight                  |                                                                                       | продюсер, режисер, сценарист, актор, композитор           |
| 1957 | Король в Нью-Йорку     | A King in New York         |                                                                                       | продюсер, режисер, сценарист, актор, композитор           |
| 1967 | Графиня з Гонконгу     | A Countess From Hong Kong  |                                                                                       | продюсер, режисер, сценарист, актор (камео), композитор   |

Цікаво, що Чаплін часто, виконуючи епізодичні ролі (камео) в своїх фільмах, не був вказаний в титрах і з'являвся інкогніто, але його завжди можна було впізнати. У фільмі «Парижанка» він навіть на початку попереджає в титрах, що сам у фільмі не з'явиться. У фільмі «Графиня з Гонконгу» він з'являється в ролі дуже старого стюарда.

### Епізодичні ролі в інших фільмах
| Рік  | Назва         | Назва англійською | Роль                       |
| 1915 | Його одужання | His Regeneration  | покупець в епізоді         |
| 1921 | Дивак         | The Nut           | епізодична роль перехожого |
| 1923 | Продажні душі | Souls For Sale    | в ролі самого себе         |
| 1923 | Голлівуд      | Hollywood         | в ролі самого себе         |